# Ahmet Fikri Tüzer
Ahmet Fikri Tüzer, né en 1878 à Choumen en Bulgarie ottomane et mort le 16 août 1942 à Ankara en Turquie, est un homme d'État turc. Membre du Parti républicain du peuple, il a été Premier ministre par intérim du 7 au 9 juillet 1942 dans le cadre du 12e gouvernement de la république de Turquie et sous la présidence d'İsmet İnönü. Il a également été ministre de l'Intérieur du 6 mai au 16 août 1942.

## Biographie
Diplômé en médecine, il a d'abord été enseignant au lycée militaire Kuleli, sur la rive asiatique du Bosphore, à Istanbul. Il s'est ensuite lancé en politique en devenant député d'Erzurum, et dans l'administration puisqu'il a été nommé sous-secrétaire au Ministère de la Santé puis ministre de l'Intérieur entre mai et août 1942. Il a été entretemps Premier ministre par intérim.
Le précédent Premier ministre, Refik Saydam, est en effet mort d'une crise cardiaque dans la nuit du 7 juillet 1942. Sa mort est finalement annoncée le lendemain. Le président İsmet İnönü avait nommé Tüzer comme Premier ministre pour la journée du 8 juillet 1942 pendant que le ministre des Affaires étrangères Şükrü Saraçoğlu formait un nouveau gouvernement que ce dernier dirigea dès le 9 juillet 1942.
Tüzer a été donc Premier ministre, de facto, durant qu'un seul jour. Il est ainsi connu pour son mandat de chef du gouvernement qui est le plus court de l'histoire de la Turquie.